# Lijst van steden met tramlijnen in Polen

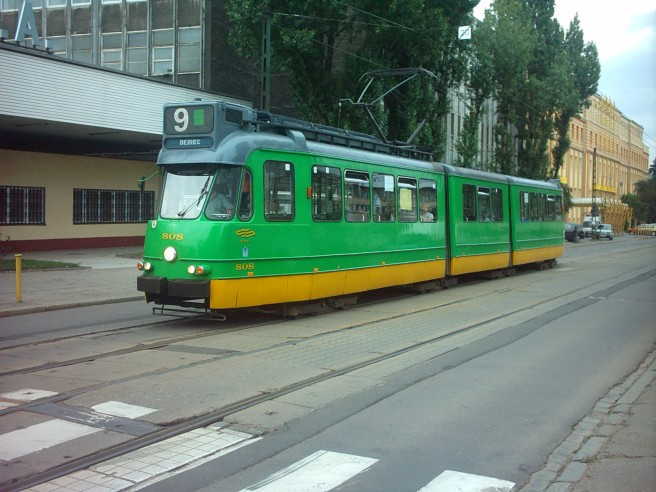
Tram in Poznań, afkomstig uit Amsterdam

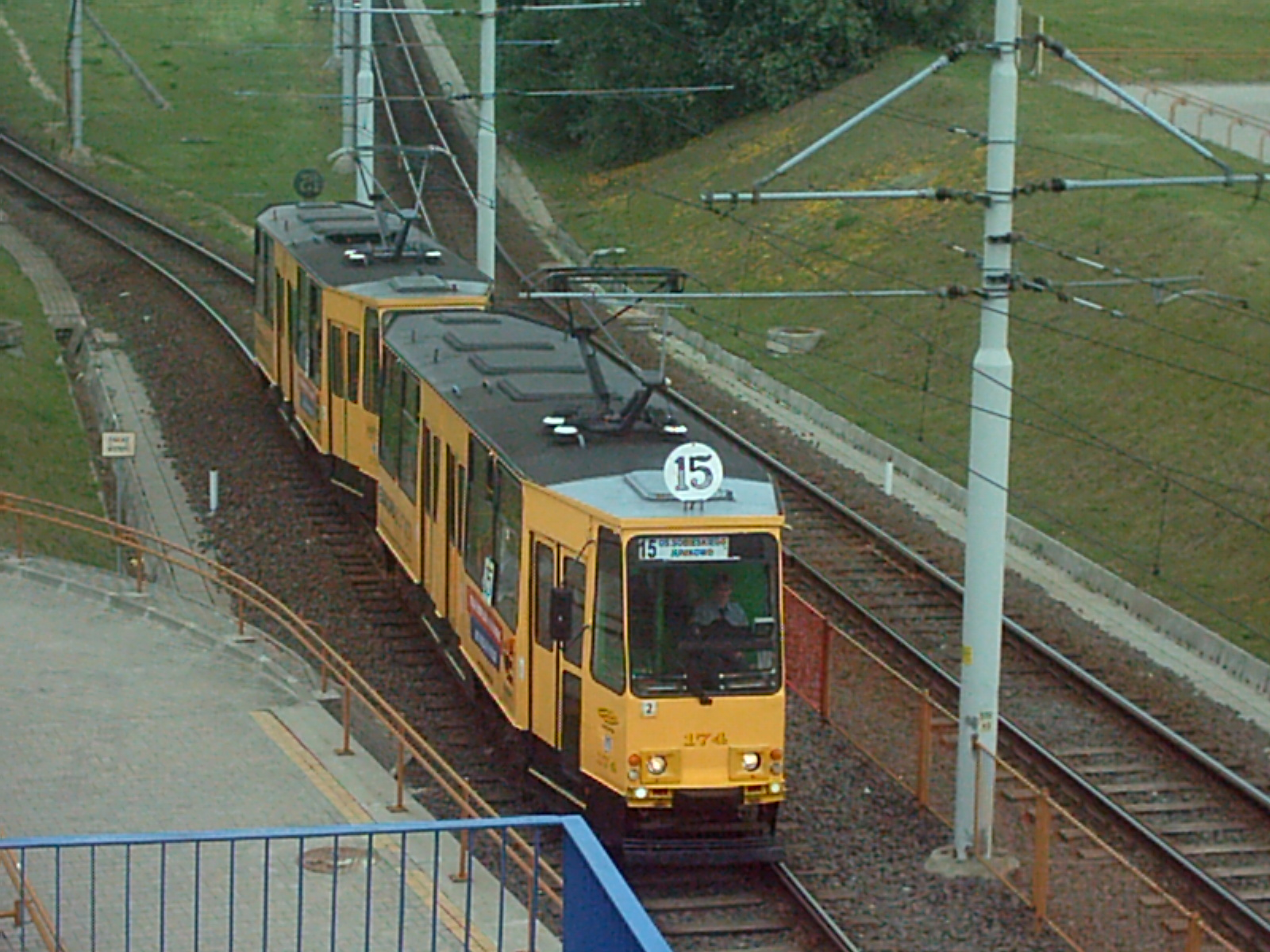
Tram in Poznań

Hieronder volgt een lijst van steden waar elektrische trams rijden of hebben gereden in Polen.
- Częstochowa
- Bydgoszcz
- Elbląg
- Gdańsk
- Gdynia
- Gorzów Wielkopolski
- Katowice
- Krakau

- Łódź
- Poznan
- Grudziądz
- Sosnowiec
- Szczecin
- Toruń
- Warschau
- Wrocław

België ·
Canada ·
Duitsland ·
Frankrijk ·
Japan ·
Nederland ·
Oekraïne ·
Oostenrijk ·
Polen ·
Roemenië ·
Rusland ·
Verenigd Koninkrijk ·
Verenigde Staten ·
Zwitserland